# 아마살리크섬
아마살리크섬(덴마크어: Ammassalik Ø)은 그린란드 남동부의 셍메흐속 시정촌에 있는 섬으로 면적은 772 제곱킬로미터 (298.1 mi2)이다.